# 克里斯塔·沃尔夫
克里斯塔·沃尔夫（德語：Christa Wolf，1929年3月18日—2011年12月1日）是德国文学评论家、长篇小说家、随笔作家。她曾是东德最有名的作家之一。

## 简介
沃尔夫生于德国勃兰登堡省的兰茨贝格，这是奥德河东岸的一个小镇。父亲是一位商人。二战之后，她的出生地被划归波兰(现属大波兰地区戈茹夫)，沃尔夫全家穿过奥德河-尼斯河线，来到梅克林伯格居住。1949年这里成为民主德国的领土。同年她中学毕业，进入耶拿大学和莱比锡大学攻读德国语言文学和哲学。马克思主义的著作给她留下了深刻印象，她加入了德国统一社会党。
1953年沃尔夫大学毕业，先后在青犀图书出版社、德意志中部出版社任编辑、主编等职。开始了文学评论生涯。不久她加入民主德国作家协会，在协会书记、著名女作家安娜·西格斯指导下工作，沃尔夫将西格斯视作自己的导师。1955年她成为作协执行委员会委员，同年到苏联访问，后根据访问经历写成自己的《莫斯科故事》1958-1959年沃尔夫担任担任《新德意志文学》杂志的编辑，负责当代小说的评论工作。
此时期的沃尔夫坚定的支持民主德国的政治制度，对瓦尔特·乌布利希倡导的社会现实主义的创作方法十分拥护。1959年比特菲尔德会议之后，她响应会议提出的创作工农生活为主题的作品号召，到工业城市哈勒居住了三年，并在一家机车车辆厂体验生活，参加工人创作小组的活动。1963年她根据这一段的生活经历写成了《分裂的天空》，获得巨大的荣誉。
1963年之后沃尔夫更为积极参加政治活动，她当选为统一社会党的候补中央委员。但在六十年代中期，东德当局越来越强调文学作品必须遵从社会现实主义的创作方法，沃尔夫对此开始有不同意见，她认为这种风格统一不利于作家表达其个性和各自的生活经验。1969年德国统一社会党第六次代表大会上，沃尔夫基于自己观点的创新之作《回忆克里斯塔·T》遭到严厉的批判，她的政治生涯结束了。
1971年沃尔夫完成了《卡桑德拉，一本小说和四篇散文》她用经济力量的推动和社会体制的变动来重新解释特洛伊战争。1976年她完成了描绘在国家社会主义制度下生长经历的半自传体小说《模式化的童年》。本书引起了东德当局的不满。同年，到西德访问的歌曲作家沃尔夫·比尔曼被东德当局拒绝再次入境，沃尔夫和其他的作家给两德的报刊写公开信进行了抗议，这使得她被东德当局视为不忠诚者。1977年她被清除出作家协会的执行委员会，他的丈夫也失去了作家协会的会员资格。1979年她完成了《留下的》，描绘了自己在斯塔西监视下的生活，但此书直到1990年才可以出版。而在东德之外的欧洲，凭借着《分裂的天空》等一系列获奖作品 使得她的名声日隆，获得了多项文学奖。《天使之城或者弗洛伊德博士》是她最后一部作品。作家于2011年去世，享年82岁。